# Doktor X
Doktor X er en dansk stumfilm fra 1915, der er instrueret af Robert Dinesen efter manuskript af Niels Th. Thomsen.

## Handling
Om to lægers indbyrdes kamp for berømmelse og hvorledes kampen går ud over en ung kvinde.

## Medvirkende
- Gunnar Tolnæs - Doktor Voluntas
- Carlo Wieth - Doktor Felix
- Johanne Fritz-Petersen - Margaret
- Henry Seemann - Vincent, løjtnant, Margarets bror
- Betzy Kofoed - Sara, Margaret og Vincents tante
- Arne Weel - Seidel, medicinstuderende
- Ellen Møller - Stuepige
- Agnes Lorentzen